# Івченко Володимир Іванович
Володимир Іванович Івченко (нар.. 17 листопада 1936, с. Зеленьки, Миронівський район, Київська область, Українська РСР, СРСР) — український прозаїк, публіцист, член Національної спілки письменників України (1994).

## Життєпис
Володимир Івченко народився 17 листопада 1936 року в селі Зеленьки Миронівського району на Київщині . Після закінчення середньої школи вступив на філологічний факультет Київського державного університету імені Тараса Шевченка, який закінчив у 1959 році. Працював у газетах Алтайського краю в РРФСР. У 1967 році повернувся до Києва, де обійняв посаду завідувача відділу газети «Молода гвардія», а пізніше був призначений заступником головного редактора. У 1978 році перейшов до журналу «Наука і суспільство», де майже два десятиліття обіймав таку ж посаду. З 1997 по 2006 роки Володимир Івченко працював редактором науково-публіцистичного журналу «Політика і час».

## Творчість
Володимир Івченко — автор збірок оповідань та повістей «Джерела не замерзають» (1991), науково-художньої книги «Алмазною стежкою» (1986; обидві — Київ). Окремі твори опубліковано у колективній збірці «Оповідання» (1985), «Мрія стає дійсністю» (1987), «Пригоди. Подорожі. Фантастика» (1989; 1990; усі — Київ), а також «Сльоза пекучої пам'яті» (Біла Церква, 2009). Також письменник публікував власні твори в альманасі «Кава з перцем» (2006). Його публіцистика виходила у збірці «В об'єктиві часу» (2009; обидва — Київ). Теми більшості творів Володимира Івченка взяті з життя села і переплетені тонким гумором. Автор пише також у жанрі фантастики. Зокрема, його праці наприкінці 1980-х років виходили у збірках «Пригоди. Подорожі. Фантастика».